# Make Your Own Damn Movie! Secrets of a Renegade Director
Make Your Own Damn Movie! Secrets of a Renegade Director è un libro scritto da Lloyd Kaufman in collaborazione con Adam Jahnke e Trent Haaga nel 2003, nonché un documentario uscito direttamente in DVD, diretto da Lloyd Kaufman e prodotto dalla Troma nel 2005.

## Contenuto
Scritto dal regista e fondatore della celebre casa di produzione indipendente Troma, il libro è una sorta di manuale per realizzare un perfetto film indipendente, in cui vengono spiegati in maniera ironica tutti i segreti della realizzazione di un film a basso budget, dalla pre-produzione alla distribuzione nelle sale cinematografiche.
La prefazione del libro è stata scritta da Trey Parker, regista di Cannibal! The Musical e South Park, mentre l'introduzione è stata scritta da James Gunn, regista di Tromeo and Juliet e Slither, che aveva scritto insieme a Kaufman l'autobiografia All I Needed to Know About Filmmaking I Learned From The Toxic Avenger.

## Il documentario
Nel 2005 Kaufman diresse un documentario tratto dal libro, intitolato Make Your Own Damn Movie!, che uscì direttamente in DVD, in un box contenente cinque dischi. Il documentario contiene interviste a registi e attori appartenenti alla Troma, ma anche a celebri registi di film horror quali George A. Romero, Herschell Gordon Lewis e Eli Roth.

## Edizioni
- Lloyd Kaufman, Adam Jahnke, Trent Haaga, Make Your Own Damn Movie!, prefazione di Trey Parker, introduzione di James Gunn, tascabile, St. Martin's Press, 2003,  p. 352, ISBN 0-312-28864-6.